# Xylica kikuyuensis
Xylica kikuyuensis är en insektsart som beskrevs av Rehn, J.A.G. 1911. Xylica kikuyuensis ingår i släktet Xylica och familjen Bacillidae. Inga underarter finns listade i Catalogue of Life.